# كريستيان موسكيرا
كريستيان موسكيرا (مواليد 27 يونيو 2004) هو لاعب كرة قدم إسباني يلعب كمدافع في نادي أرسنال.

## وصلات خارجية
- كريستيان موسكيرا على موقع قاعدة بيانات كرة القدم.إي يو (الإنجليزية)
- كريستيان موسكيرا على موقع Soccerway.com (الإنجليزية)